# Lakeland (Florida)
Lakeland is een plaats (city) in de Amerikaanse staat Florida, en valt bestuurlijk gezien onder Polk County.

## Demografie
Bij de volkstelling in 2000 werd het aantal inwoners vastgesteld op 78.452.
In 2006 is het aantal inwoners door het United States Census Bureau geschat op 90.207, een stijging van 11755 (15.0%).

## Geografie
Volgens het United States Census Bureau beslaat de plaats een oppervlakte van
133,2 km², waarvan 118,7 km² land en 14,5 km² water. Lakeland ligt op ongeveer 40 m boven zeeniveau.

## Geboren
- April Grace (12 mei 1962), actrice
- Killian Hayes (2001), basketballer

## Plaatsen in de nabije omgeving
De onderstaande figuur toont nabijgelegen plaatsen in een straal van 16 km rond Lakeland.